# HMS Decoy
El HMS Decoy era un destructor torpedero de la clase Daring que sirvió en la Marina Real Británica en aguas nacionales. Fue botado en 1895 y hundido en una colisión con el destructor HMS Arun en 1904.

## Hundimiento
El Decoy se perdió en una colisión contra el destructor HMS Arun frente a las islas Sorlingas el 13 de agosto de 1904 mientras participaba en unos ejercicios nocturnos. Un hombre murió mientras que los 40 miembros restantes de la tripulación fueron rescatados por el Arun y el HMS Sturgeon.
Posteriormente se celebraron consejos de guerra sobre el hundimiento a bordo del acorazado Conqueror. El primero, el 22 de agosto, atribuyó la culpa al comandante del Arun, Reginald Tyrwhitt. El segundo, una apelación, se celebró el 30 de agosto, y desestimó la acusación de negligencia pero confirmó la acusación de poner en peligro ambos buques.